# Kivivesi, Vetil
Kivivesi är en sjö i Finland. Den ligger i kommunen Vetil i landskapet Mellersta Österbotten, i den centrala delen av landet, 400 km norr om huvudstaden Helsingfors. Kivivesi ligger 92,7 meter över havet. Arean är 87,9 hektar och strandlinjen är 6,71 kilometer lång. Sjön  ingår i Kronoby å huvudavrinningsområde.   I omgivningarna runt Kivivesi växer i huvudsak blandskog.